# علم باشكورستان
أعتمد علم جمهورية باشكورستان (بالبشكيرية: Башҡортостан Республикаһы флагы)(بالروسية: Флаг Республики Башкортостан) في 25 شباط - فبراير من سنة 1992 وأجري على العلم الباشكيري تعديل في 12 شباط - فبراير من سنة 2003.

## الرمزية
- الأزرق: يرمز إلى الانتماء إلى الشعوب التركية بالإضافة إلى النزاهة والنقاء وفضائل الشعب الباشكيري.
- الأبيض: يرمز إلى الهدوء، السكينة والانفتاح وإلى الاستعداد للتعاون مع جميع الشعوب التي تسكن في البلاد.
- الأخضر: يرمز إلى الدين الإسلامي وإلى الحرية والخلود.

## التاريخ
صمم أحمدزاكي أخمتشوفيتش فاليدوف (1890-1970) أول علم وطني لباشكورتوستان. يتكون العلم من ثلاثة خطوط أفقية متساوية الحجم، وهي الأزرق والأخضر والأبيض. وافقت حكومة باشكوردستان على العلم برقم 4547 في 20 أغسطس 1918. نُشر الأمر في 19 يونيو 1918 في صحيفة باشكورت وفي 20 أغسطس 1918 في صحيفة باشكورتوستان هوكومتينن تيلي.
بعد تشكيل الجمهورية الاشتراكية السوفياتية الباشكيرية ذاتية الحكم، اعتمد علم في عام 1922. كان العلم حقل أحمر مع اختصار اسم الجمهورية.
بعد إصدار الدستور الجديد للجمهورية، تمت الموافقة على العلم الجديدفي 23 يوليو 1937 في المؤتمر العاشر لعموم الباشكير السوفييت. كان العلم هو نفسه علم جمهورية روسيا الجمهوريات الاشتراكية السوفيتية. كان الاختلاف الوحيد هو بعض الأحرف الإضافية. [9] تغيرت النقوش بشكل طفيف في 9 فبراير 1938، بعد تغيير نظام كتابة اللغة البشكيرية بمرسوم من رئاسة اللجنة التنفيذية المركزية للجمهورية الباشكيرية الاشتراكية السوفيتية.

اعتماد علم جديد في 31 مارس 1954، بموجب مرسوم صادر عن هيئة رئاسة مجلس السوفيات الأعلى لجمهورية الباشكير الاشتراكية السوفيتية. كان العلم مطابث لعلم الاتحاد السوفيتي الروسي، ولكن مع "Bashkir ASSR" باللغة البشكيرية واللغة الروسية.

علم باشكوردستان
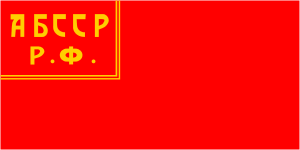
الجمهورية الاشتراكية السوفياتية الباشكيرية ذاتية الحكم (1925-1937)
الجمهورية الاشتراكية السوفياتية الباشكيرية ذاتية الحكم (1937-1938)
الجمهورية الاشتراكية السوفياتية الباشكيرية ذاتية الحكم (1938-1947)
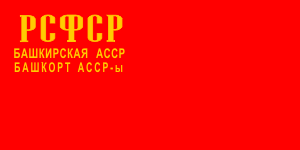
الجمهورية الاشتراكية السوفياتية الباشكيرية ذاتية الحكم (1947–1954)
الجمهورية الاشتراكية السوفياتية الباشكيرية ذاتية الحكم (1954–1992)

### ببليوغرافيا
- Kutushev, Rais Raximʹjanovic; Baykov, Ilgiz Fathullovich (2011), "1", [A. A. Validov - the organizer of the autonomy of Bashkortostan. At the origins of federalism in Russia (1917-1920). Documents and materials.] (بالروسية), Ufa: Kitap, ISBN:5-295-03702-9 {{استشهاد}}: |trans-title= بحاجة لـ |title= أو |script-title= (help) and الوسيط |عنوان أجنبي= and |عنوان مترجم= تكرر أكثر من مرة (help)
- Bugangulova, Y.; Galeeva, A.M.; Sayranov, Y.R. (2005), [On the history of the state symbols of Bashkortostan] (بالروسية), Ufa: Kitap {{استشهاد}}: |trans-title= بحاجة لـ |title= أو |script-title= (help) and الوسيط |عنوان أجنبي= and |عنوان مترجم= تكرر أكثر من مرة (help)
- Aznagulov, B.G.; Khamitova, Z.G. (2005), "Парламентаризм в башкортостане" [Parliamentarism in Bashkortostan] (PDF), gsrb.ru (بالروسية), أوفا: Baskhortostan Publishing House, ISBN:5-8258-0204-5, Archived from the original (PDF) on 2022-12-05, Retrieved 2018-10-30
- Central Executive Committee of the Baskhir ASSR (1937), Lyuterskiy, K. (ed.), "Конституция (Основной Закон) Башкирской Автономной Советской Социалистической Республики" [Constitution of the Baskhir Autonomous Soviet Socialist Republic], naukaprava.ru (بالروسية), أوفا: Oktyabr'skiy Natisk, Archived from the original on 2022-11-27, Retrieved 2018-11-01
- Supreme Soviet of the Baskhir ASSR (1961), "Конституция (Основной Закон) Башкирской Автономной Советской Социалистической Республики" [Constitution of the Baskhir Autonomous Soviet Socialist Republic], naukaprava.ru (بالروسية), أوفا: Bashkirgosizdat, Archived from the original on 2022-11-27, Retrieved 2018-11-01

### مواقع الويب
- Russian Centre of Vexillology and Heraldry (25 مايو 2015). "Республика Башкортостан". heraldicum.ru. مؤرشف من الأصل في 2022-05-23. اطلع عليه بتاريخ 2019-04-29.
- باشكورستان في أعلام العالم